# Rudolf von Alt
Rudolf von Alt (ur. 28 sierpnia 1812 w Wiedniu, zm. 12 marca 1905 tamże) – austriacki malarz. Uważany za najważniejszego pejzażystę w Austrii.

## Życiorys
Jego ojcem był Jakob Alt, matką Maria Anna Schaller (1790–1872). Posiadał ośmioro rodzeństwa, w tym brata Franza, który także został malarzem. Obu chłopców w dzieciństwie malarstwa uczył ojciec.
Był uczniem Akademii Sztuk Pięknych w Wiedniu, gdzie jego nauczycielem był Joseph Mössmer.
Przedstawiając wnętrza budynków, porzucił wówczas powszechną perspektywę frontalną, zamiast tego obierając punkt obserwacyjny w kącie pokoju, dzięki czemu stosował szerszą panoramę. Jego dzieła charakteryzowały odważne, jak na tamte czasy, skrócenia perspektywiczne, subtelne, niuansowane kolory oraz genialna technika, łącząca rozmycia i delikatne pociągnięcia pędzlem.
Jego dzieła często przedstawiały Katedrę św. Szczepana w Wiedniu. On sam miał stwierdzić, że narysował ją ponad 100 razy.